# Skruvagöl (Lenhovda socken, Småland)
Skruvagöl är en sjö i Uppvidinge kommun i Småland och ingår i Ljungbyåns huvudavrinningsområde.